# انهيار جسر موربي (2022)
في 30 أكتوبر 2022 انهار جسر معلق في موربي بولاية غوجارات في الهند. وكان أكثر من 400 شخص على الجسر الذي يقطع نهر ماتشو لحظة الانهيار. توفي حتى اللحظة ما لا يقل عن 40 شخصًا، وأصيب العشرات بجروح خطيرة فيما لايزال البعض في عداد المفقودين. يأتي الحادث بعد أربعة أيام فقط من إعادة فتح الجسر بعد إصلاحات. وأغلق الجسر لمدة عامين قبل الحادث وأعيد فتحه بعد الترميم في 26 أكتوبر بمناسبة رأس السنة الغوجاراتية.

## نبذة
يبلغ عمر الجسر 143 عامًا. وقد بني الجسر الذي يبلغ طوله 230 متر (750 قدم) خلال فترة الحكم البريطاني في الهند في القرن التاسع عشر. وكان الجسر قد أغلق من اجل الترميم لمدة ستة أشهر.